# 露西·图卢加鲁克
露西·图卢加鲁克(Lucy Tulugarjuk，1975年2月28日—) 是一名加拿大女演员、導演、泛音唱法歌手，她還是因纽特人， 来自努納武特地區。 她曾出演愛斯基摩飛人、不可能的任務：最終清算。 